# Michael Wunder
Michael Wunder (* 1952) ist ein deutscher Psychologe und Psychotherapeut. Er war Mitglied in der Enquete-Kommission Ethik und Recht der modernen Medizin des Deutschen Bundestages und des Deutschen Ethikrats. Er ist Träger des Bundesverdienstkreuzes erster Klasse.

## Leben
Michael Wunder studierte zunächst Pädagogik, Philosophie und Sozialwissenschaften in Köln, wechselte 1972 zum Studium der Psychologie an die Ruhr-Universität Bochum.
Seine Promotion zum Dr. phil. erfolgte 1991 an der Universität Bremen mit einer Arbeit zum Thema Euthanasie in den letzten Kriegsjahren.
Von 1977 bis 1982 absolvierte Wunder eine Ausbildung in Gesprächspsychotherapie, 1994 bis 1999 schloss er eine Ausbildung zum Gestalttherapeuten an.
1999 erfolgte Wunders Approbation zum Psychologischen Psychotherapeuten (Tiefenpsychologisch fundierte Psychotherapie).
Von 1979 bis 1981 war Michael Wunder als Diplom-Psychologe an der Fachklinik für hirngeschädigte Kinder und Jugendliche in Unna tätig und wechselte 1981 an die Evangelische Stiftung Alsterdorf, wo er 1995 die Leitung des Bereichs Fördern und Therapie übernahm und seit 1998 das Beratungszentrum bis zu seiner Pensionierung leitete. Er gründete  und leitet seit 1990 das Projekt Rumänienhilfe Alsterdorf.
Wie der Vorsitzende der Bundesvereinigung Lebenshilfe und frühere SPD-Bundestagsabgeordnete Robert Antretter in seiner Eröffnungsrede betonte, engagierte sich Michael Wunder besonders für die Gründung des Instituts Mensch, Ethik und Wissenschaft, das 2002 ausgehend von einem ethischen Fachkongress des Jahres 1998 von neun Verbänden der Behindertenhilfe ins Leben gerufen wurde.
2008 wurde Wunder durch den Bundestagspräsidenten Norbert Lammert in den Deutschen Ethikrat berufen, wo er sich vor allem mit den Themenbereichen psychologischer Aspekte in der Reproduktionsmedizin und Pränataldiagnostik, der Behandlung und Versorgung Behinderter, Sterbender und Dementer befasste. Im Deutschen Ethikrat vertrat Michael Wunder die Themenbereiche Demenz, Intersexualität und Ethik im Krankenhaus und fungierte als Sprecher der entsprechenden Arbeitsgruppen des Ethikrats.

## Mitgliedschaften
- Deutscher Ethikrat
- Enquetekommission Ethik und Recht in der Medizin des Deutschen Bundestages
- Ethikkommission der Psychotherapeutenkammer Hamburg
- Kuratorium Aktion Sühnezeichen
- Wissenschaftlicher Beirat Qualitätssicherung des Berufsverbandes der Betreuer
- Akademie für Ethik in der Medizin
- Wissenschaftlicher Beirat der Euthanasie-Gedenkstätte Schloss Hartheim/Linz
- Wissenschaftlicher Beirat der Erinnerungs-, Bildungs- und Begegnungsstätte Alt Rehse
- Kuratorium des Instituts Mensch, Ethik und Wissenschaft

## Ehrungen
Für seine Arbeit in der Euthanasieforschung und sein Engagement für die Ethik in der Medizin erhielt Michael Wunder 2018 das Bundesverdienstkreuz 1. Klasse.

## Werke
- Sie nennen es Fürsorge. Behinderte zwischen Vernichtung und Widerstand. Herausgegeben gemeinsam mit Udo Sierck. Verlagsgesellschaft Gesundheit, 1981, ISBN 3-922866-12-3.
- Euthanasie in den letzten Kriegsjahren. Die Jahre 1944 und 1945 in der Heil- und Pflegeanstalt Hamburg Langenhorn. Matthiesen, Husum 1992, ISBN 3-7868-4065-2. (zugl. Diss.)
- Des Lebens Wert. Zur Diskussion über Euthanasie und Menschenwürde. Herausgegeben gemeinsam mit Ute Daub. Lambertus, Freiburg i.Br. 1994, ISBN 3-7841-0739-7.
- Hilflose Gewalt. Gewalttätige Hilfe? (= Brückenschlag. Zeitschrift für Sozialpsychiatrie, Literatur, Kunst. Band 13/1997). Paranus Verlag, 1997, ISBN 3-926200-24-3.
- Bio-Ethik und die Zukunft der Medizin. Herausgegeben gemeinsam mit Therese Neuer-Miebach. Psychiatrie-Verlag, Bonn 1998, ISBN 3-88414-227-5.
- Bioethik als Tabu? Toleranz und ihre Grenzen. Herausgegeben von Dieter Birnbacher. Lit Verlag, 2000, ISBN 3-8258-4985-6.
- Die alte und die neue Euthanasiediskussion: Tötung auf wessen Verlangen. (= Wiener Vorlesungen). Picus Verlag, Wien 2012, ISBN 978-3-7117-5173-7.
- Auf dieser schiefen Ebene gibt es kein Halten mehr. Die Alsterdorfer Anstalten im Nationalsozialismus. Herausgegeben gemeinsam mit Ingrid Genkel und Harald Jenner. 1. Auflage. Agentur des Rauhen Hauses, Hamburg 1987. (3. Auflage. Kohlhammer, Stuttgart 2016, ISBN 978-3-17-031533-4)
- Hamburger Gedenkbuch Euthanasie. Die Toten 1939–1945. mit Harald Jenner, Herausgegeben vom Senat der Freien und Hansestadt Hamburg. Metropol, Berlin 2017, ISBN 978-3-946246-12-1.
- Learning with History: Nazi Medical Crimes and Today´s Debates on Euthanasia in Germany. In: Silience, Scapegoats and Self-Reflection - The Shadow of Nazi Medical Crimes on Medicine and Bioethics. Herausgegeben von Volker Roelcke, Sascha Topp und Etienne Lepicard. Vandenhoeck & Ruprecht, Göttingen 2014, ISBN 978-3-8471-0365-3.
- Freiverantwortlichkeit und Suizid - Anmerkungen zum Urteil des Bundesverfassungsgerichts 2020. In: Jutta Ataie u. a. (Hrsg.): Leben. Selbstbestimmung und Lebensschutz: Ambivalenzen im Umgang mit der Beihilfe zur Selbsttötung. Hospizverlag, Esslingen 2022, ISBN 978-3-946527-45-9.